# Baynunah-Klasse
Die Baynunah-Klasse ist ein Projekt der Marine der Vereinigten Arabischen Emirate (VAE) zum Bau von hochseefähigen Kampfschiffen mit einem variablen Einsatzspektrum. Es ist die Beschaffung von sechs Einheiten vorgesehen, die zum Rückgrat der neuen VAE-Marine gehören sollen. Ihre Hauptaufgaben liegen bei Seeraumüberwachung, Minenkrieg und Überwasserkriegführung innerhalb der Gewässer der Emirate.

## Projektphase
Als mit dem Sturz des Regimes Saddam Husseins im Irak die dringlichste Bedrohung für die Vereinigten Arabischen Emirate weggefallen war, stellte sich bald heraus, dass die von der VAE-Marine betriebenen überalterten sechs Patrouillenboote der Ardhana-Klasse (175 t) nicht mehr den Anforderungen der Kriegführung des 21. Jahrhunderts genügen konnten. Schon 1996 lief deshalb bei der Marine unter dem Namen LEWA-1 eine Studie zum Bau eines geeigneten Ersatzes an. Im Zuge der Bestrebungen der Flotte gab man 2001 im Rahmen der International Defence Exhibition schließlich den Bau von sechs Einheiten unter der offiziellen Klassenbezeichnung Baynunah (nach einer Region bei Abu Dhabi) bekannt. Dabei hielt man sich die Option auf die Kiellegung einer zweiten ebenso großen Bauserie offen. Den Zuschlag erhielt die Werft ADSB (Abu Dhabi Ship Building) in Mussafah.
Bald erwies sich, dass man aufgrund mangelnder Kapazitäten der einheimischen Werftindustrie nicht auf ausländische Mithilfe verzichten konnte. Auf der Euronaval 2002 wurde eine Absprache der ADSB mit der französischen Constructions Mécaniques de Normandie (CMN) in Cherbourg bekanntgegeben. Der Vertrag, der im Dezember 2003 zum Abschluss kam, sah zunächst den Bau von vier Einheiten auf der Basis des französischen Systems Combattante BR-70 im Umfang von 540 Mio. US-Dollar vor. Weiterhin wurde ein Technologietransfer zwischen beiden Unternehmen vereinbart: Die französische Firma stellte dabei personelle und technische Hilfe sowie Unterstützung in der Ausbildung der arabischen Fachkräfte zur Verfügung. Zusätzlich sollte die CMN-Tochter CMN Divisions Systems für die Installation des Waffensystems verantwortlich zeichnen.
Das Typschiff wurde bei CMN in Cherbourg gefertigt, während die übrigen Schiffe von ADSB abgeliefert werden sollten. Die Konstruktion begann im Mai 2005. Im Juli 2005 erfolgte die Bestätigung der optionalen zwei Einheiten. Die Auslieferung der ersten Einheit war für 2008 geplant und anschließend sollte alle sechs Monate eine weitere Einheit abgeliefert werden. Im August 2008 wurde jedoch bekannt, dass sich das Programm über ein Jahr im Verzug befand.
Die Auslieferung des Typschiffs erfolgte erst im Jahr 2011. 2010 lief in Mussafah die zweite Einheit der Klasse vom Stapel und im Februar 2014 die sechste. Am 10. Mai 2015 wurde das vierte Schiff an die Marine der VAE übergeben.

## Konzeption
Die Anforderungen an den Entwurf sahen ein Kleinkampfschiff vor, das sowohl auf hoher See und der Ausschließlichen Wirtschaftszone der Emirate operieren können (gute Manövrierfähigkeit bis Seegang 5) als auch einen so geringen Tiefgang aufweisen sollte, um in Küstengewässern voll kampffähig zu sein. Das Aufgabenspektrum reicht dabei von der Bekämpfung von Überwasser-, Luft- und Landzielbekämpfung bis hin zur Seeraumüberwachung und Aufklärung. U-Jagd hat im Rahmen der Sensoren-/Effektoren-Konzeption keinen Platz. Ebenfalls Teil der Ausstattung sollen Stealth-Eigenschaften sein.
Der Schiffsentwurf wird aufgrund der Verdrängung und des Einsatzspektrums als Korvette bezeichnet.

### Allgemeine Schiffsdaten
Das Schiff ist mit 70 m Länge, 11 m Breite und 2,8 m Tiefgang sowie etwa 770 t Verdrängung größer als übliche Flugkörperschnellboote der Um-Almaradim-Klasse (Combattante I) und kann als Korvette charakterisiert werden. Der Stahlrumpf weist mit seiner V-förmigen Konstruktion und den glatten strukturarmen Aufbauten aus Aluminium Stealth-Fähigkeiten auf. Die durch die hohe Automatisierung der Schiffssysteme erreichte Reduzierung der Besatzung auf 37 Personen (für weitere sieben sind Unterbringungsmöglichkeiten vorhanden) gewährleistet hinsichtlich Wasserreserven, Vorräten und Treibstoff eine Seeausdauer von zwei Wochen.
Die gesamte Ausstattung ist modular aufgebaut und erlaubt die Aufwertung mit zusätzlichen Technologien wie Installationen zum Ausbringen von Minen bzw. zu deren Abwehr: Auf dem Helikopterlandeplatz können Schienen zur Aufhängung von Minen angebracht werden, außerdem können ein spezielles Kollisionssonar und eine ROV nachgerüstet werden.

### Antrieb
Aufgrund der Forderung nach Kampffähigkeit in flachen Gewässern entschied man sich bei der Wahl des Antriebssystems für eine Kombination aus drei Wasserstrahlantrieben des Typs KaMeWa 112SII, die dem Schiff eine hohe Wendigkeit verleihen. Die zugehörige Maschinenanlage besteht aus vier Dieselmotoren MTU 16V 595 TE90 zu je 4,3 MW. Die installierte Anlage sieht das sogenannte CODAD-Prinzip (Combined Diesel and Diesel) vor, wobei die beiden äußeren Wasserstrahlantriebe von je einer, das innere Triebwerk von zwei Maschinen angetrieben werden. Dadurch ist die gesamte Maschinenanlage in zwei Sektionen hintereinander geschaltet und ihre Einzelkomponenten können unabhängig voneinander betrieben werden. Dieses System verleiht dem Schiff eine Geschwindigkeit von 32 Knoten und eine Reichweite von über 2400 Seemeilen bei einer Marschfahrt von 15 Knoten.

### Sensoren und Schiffssysteme
Die beiden Systeme zur Zielerfassung und Zielbekämpfung sind das 3D-G-Band-Phased-Array-Seeraumüberwachungsradar Ericsson Sea Giraffe AMB (Agile Multi Beam) und das Feuerleitradar (NA25X) Selex Orion RTN 25 X von Selex Sistemi Integrati (ehem. Alenia Marconi Systems/AMS). Die Orientierung auf See erfolgt mit einem Terma-I-Band-Navigations-Radar. Die Sensoren speisen das bzw. werden vom IPN-S-Führungs- und Waffeneinsatzsystem (FüWES) gesteuert, welches unabhängig von den Wetterbedingungen eine Verarbeitung von bis zu 200 Tracks gleichzeitig in einem Umkreis von 200 km ermöglicht. Zur erweiterten Zielerfassung verfügt das Schiff über eine Sagem-Vigy-EOMS-Optronic-Anlage, die auch die Beobachtung der eigenen Waffenwirkung auf den Gegner ermöglicht.
Die Gefechtsführung wird von einer bordeigenen Operationszentrale geführt, in der auf sechs Konsolen und einem Großbildschirm das Lagebild aufgebaut werden kann. Ergänzt wird das von den Schiffssystemen selbst erstellte Informationsbild durch externe Quellen wie Kommandozentralen an Land, Aufklärungseinheiten und anderen Schiffen. Die Kommunikation mit diesen Unterstützungskräften erfolgt über Link 11 und Link Y MK2. Ein Platform-Management-System von MTU sowie ein Integrated-Bridge-System von CAE zur Überwachung aller Schiffssysteme vervollständigen die Ausrüstung. Schließlich verfügt das Gefechtsführungssystem über die Option auf eine nachrüstbare Software-Anlage eines Minenfelds.

### Waffensysteme
Die Primärbewaffnung des Schiffs besteht aus verschiedenen Lenkwaffen zur Bekämpfung von See- und Luftzielen. Zur Seezielbekämpfung führen die Boote acht (2×4) der in der VAE-Marine bereits eingeführten Flugkörper MBDA MM40 Block 3 „Exocet“ mit. Die Exocet MM40 trägt einen 165-kg-Gefechtskopf, hat eine Reichweite von bis zu 180 km und kann See- und auch Landziele bekämpfen. Zur weiterreichenden Luftverteidigung gegen Flugkörper und Luftfahrzeuge sind im Bereich des Hangars zwei 2-Zellen-Starter Mk.56 montiert, die insgesamt acht (4×2) Flugkörper ESSM im Doppelpack DP48 enthalten. Das Schiff hat damit nicht nur die Fähigkeit zum Selbstschutz, sondern ist auch begrenzt zum Verbandsschutz befähigt. Ergänzend dazu verfügt die Baynunah-Klasse auf dem Hangar über einen 21-Zellen-Starter für RIM-116 Rolling Airframe Missile zur Selbstverteidigung im Nahbereich gegen anfliegende Flugkörper und Hubschrauber.
Als Rohrwaffe verfügt die Baynunah-Klasse standardmäßig über das Schnellfeuergeschütz Oto Melara Super Rapido (Kadenz 120 Schuss/min), das zum Einsatz gegen See-, Luft- und Landziele geeignet ist. Leichtere Ziele können mit dem hinter der Brücke aufgestellten Marineleichtgeschütz MLG 27 mm mit einer Schussfolge von 1.700 Schuss pro Minute bekämpft werden. Ursprünglich waren zu diesem Zweck 30-mm-Geschütze von Oto Melara vorgesehen. Im Laufe der Entwicklung kam die Marine der VAE jedoch zum Schluss, dass die Rheinmetall-Geschütze ihren Anforderungen besser entsprechen.
Der Selbstschutz durch Flugkörper und Rohrwaffen wird ergänzt durch den rundum schwenkbaren MASS-Täuschkörperwerfer (Multi Ammunition Softkill System) von Rheinmetall, der 32 omnispektrale Geschosse verschiedenster Art gegen Waffen mit Suchköpfen mit ultravioletter, optischer, lasergestützter, infrarot oder radargestützter Detektion zum Einsatz bringen und von ihrem Ziel ablenken kann. Elektronische Gegenmaßnahmen können mittels eines NLWS310-Laser-Warnempfängers des Herstellers Saab Avitronics of South Africa, eines Elettronica SLR-736E Electronic Support Measures System (ESM) und eines Thales Altesse Communications ESM getroffen werden.
Schließlich ist es möglich, in einem bordeigenen Hangar am Heck des Schiffes einen Hubschrauber der 4,5-t-Kategorie einzuschiffen, der zu Verbindungsmissionen, Bekämpfung von Oberflächenzielen, Boarding oder Seenotrettung herangezogen werden kann. Möglicherweise soll der bereits in der Marine eingesetzte Eurocopter AS 565 Panther auf den zukünftigen Korvetten stationiert werden. Denkbar ist ferner der Einsatz von in den VAE eingeführten Hubschrauberdrohnen Camcopter S-100.

## Einheiten
| Kennung | Name      | Bauwerft        | Stapellauf       | Indienststellung  | Status |
| ------- | --------- | --------------- | ---------------- | ----------------- | ------ |
| P171    | Baynunah  | CMN, Cherbourg  | 25. Juni 2009    | 2011              | Aktiv  |
| P172    | Al Hesen  | ADSB, Abu Dhabi | 2010             | 2012              | Aktiv  |
| P173    | Al Dhafra | ADSB, Abu Dhabi | April 2011       | 24. Dezember 2013 | Aktiv  |
| P174    | Mezyad    | ADSB, Abu Dhabi | 15. Februar 2012 | 2014              | Aktiv  |
| P175    | Al Jahili | ADSB, Abu Dhabi | 2013             | April 2015        | Aktiv  |
| P176    | Al Hili   | ADSB, Abu Dhabi | 06. Februar 2014 | 20. Februar 2017  | Aktiv  |